# Gorenje (gmina Lukovica)
Gorenje – wieś w Słowenii, w gminie Lukovica. W 2018 roku liczyła 27 mieszkańców.